# Sabrina: The Animated Series
Sabrina: The Animated Series (titulada simplemente como Sabrina en España y Sabrina, la brujita en Hispanoamérica) es una serie de dibujos animados estadounidense basada en el cómic homónimo publicado por Archie Comics. Fue producida en 1999 por Savage Studios Ltd. y Hartbreak Films en asociación con DIC Productions, L.P. que era propiedad de Disney en ese entonces.
A pesar de haber sido promocionada como un spin-off de la serie con actores reales y tomar prestados ciertos elementos de esa serie, la caricatura se ubica en el canon original de Archie Comics, ya que contradecía la premisa de la serie de 1996 donde Sabrina no sabía acerca de la magia antes de su decimosexto cumpleaños.
La serie se emitió por la señal ABC (también propiedad de Disney) y UPN. Posteriormente, en 2002 se realizó una película animada titulada Sabrina: Friends Forever, y en noviembre de 2003 se lanzó una serie secuela titulada Sabrina's Secret Life (conocida en Latinoamérica como Sabrina: Secretos de la brujita y en España como Sabrina: Academia de brujas), ambas producidas por DiC, esta vez sin Disney, ya que habían vendido a DIC en ese momento.

## Trama
Sabrina Spellman es una linda adolescente de 12 años con un enorme corazón y un gran secreto: es mitad mortal y mitad bruja. Las únicas personas que conocen su secreto son: sus tías adolescentes también brujas Hilda y Zelda, su adorable Tío Quigley, su mejor amiga Chloe y su malicioso gato Salem (un hechicero condenado a vivir en el cuerpo de un gato por el Consejo de Brujas). A pesar de los consejos que el Tío Quigley le ha dado a Sabrina sobre no utilizar magia para resolver sus problemas, Sabrina siempre lo desobedece.

## Personajes
- Sabrina Spellman: Voz de Emilie Hart. Sabrina es una adolescente mitad bruja, mitad mortal. No tendrá poderes propios hasta los 16 años, pero sus tías Hilda y Zelda puede que le presten poderes, los cuales usa a menudo. Ella se debe enfrentar a sus problemas diarios, los cuales soluciona con magia haciéndolos aún peores. Chloe, su mejor amiga, sabe de sus poderes pero Harvey Kinkle, su otro amigo e interés romántico no lo sabe.
- Harvey Dwight Kinkle: Voz de Bill Switzer. Tiene una dulce personalidad y, por supuesto, es muy tímido para admitir que quiere que él y Sabrina sean más que amigos. Él no sabe que Sabrina es una bruja aunque Harvey de vez en cuando mira los resultados de la magia. Es un chico castaño que usa una camiseta negra.

- Hilda y Zelda: Voz de Melissa Joan Hart. Mientras Hilda sugiere usar la magia en frente de mortales, Zelda determina decir que por el momento no está bien. Hilda es más liberadora y codiciosa que su cautelosa hermana Zelda, y aunque peleen y discutan, ambas se quieren. En la nueva serie  "Sabrina's Secret Life" Hilda y Zelda parecen más mayores.

- Salem Saberhagen: Voz de Nick Bakay. El gato de Sabrina (y posible familiar) con una gran actitud. Juntos son una potente combinación. Salem tiene la habilidad para empujar a Sabrina a cualquier situación que la disguste hasta que lo atrapan.

- Chloe Flan: Voz de Cree Summer. Es la mejor amiga de Sabrina y otra mortal que sabe que Sabrina es una bruja en entrenamiento. Es la más sensata de los amigos de Sabrina. Tiene el cabello castaño, es de piel morena y siempre usa una blusa azul.

- Gemini "Gem" Stone (Gema Preciosa en España y Gema Plata en Latinoamérica): Voz de Chantal Strand. Es la rival de Sabrina. Ella es muy molesta y ve a Sabrina como su competencia por el afecto de Harvey. Stone es como una versión de Libby Chessler de Sabrina la bruja adolescente.

- Tío Quigley: Voz de Jay Brazeau. Es un personaje original creado para esta serie, es el mejor tío serio, cuidador y guardián adulto de Sabrina. Como no tiene poderes mágicos, él en este show sería como la versión de la madre de Sabrina en Sabrina la bruja adolescente.
- Pi Dicconey : Es el mejor amigo de Harvey, un chico de baja estatura; cabello negro y largo. Siempre usa gabardina y sombrero gris que le tapa los ojos. Es tan inteligente como extraño, le encanta lo paranormal. Su forma de hablar es tan graciosa que siempre hace reír como en el capítulo la fiesta de Halloween (en especial los aliens), en el episodio "Hexcalibur" se revela que él es Merlín.

### Secundarios
- The Spookie Jar (con la voz de David Sobolov) es un genio que reside en un tarro de galletas morado en la cocina de Sabrina. tarro de galletas morado en la cocina de Sabrina. Cada vez que Sabrina necesita un hechizo especial, puede obtener uno del tarro de Spookie, pero rara vez resultan como ella espera. Spookie Jar habla completamente en rimas.
- Perry «Pi» McDonald (voz de Chantal Strand) es el mejor amigo de Harvey y también de Sabrina y Chloe. Es muy inteligente y bastante inusual a su manera. Nunca se le ven los ojos porque su sombrero de cerdo se los oculta. Ha sido descrito por Sabrina como «totalmente fuera de sí y muy inteligente al mismo tiempo». Según el episodio «Upside Down Town», se da a entender que es de ascendencia china.
- Horace Slugloafe (con voz de Jason Michas) es un matón ocasional con Harvey, aunque a veces le muestra respeto. Suele referirse a los demás por sus apellidos.
- Bernard (voz de Chantal Strand) es un niño pequeño, calvo y empollón con gafas que es amigo de Sabrina, Pi, Chloe y Harvey. A menudo es acosado por Slugloafe y fácilmente mandoneado por Gem.
- Tim es un cazador de brujas que aparece en «La bruja más peligrosa», «Documagicary» y «Vacaciones encantadas». Anteriormente fue bullied por brujas de niño debido a su falta de poderes mágicos, excepto su inmortalidad, a pesar de que su madre era bruja. Por este motivo, consideraba a las brujas como malvadas y por eso las colecciona como trofeos para vengarse junto a su compañero oso hormiguero llamado Elton. Tim lleva un sombrero con un caldero de bruja marcado con una señal de prohibición.
- La reina Enchantra es la soberana de todas las brujas y jefa del Consejo de Brujas. Cuando lanza hechizos, la magia se hace en rojo y morado. Le pone voz Kathleen Barr, que repite el papel en la serie posterior Sabrina: Secretos de una bruja adolescente.
- El Sr. y la Sra. Stone son los padres de Gem y las personas más ricas del pueblo. Aparecieron por primera vez en «Witch Switch»; cuando Sabrina se desea a sí misma ser rica, casi envían a Sabrina a Cambridge cuando se enteraron de que obtuvo una C en su informe, pero más tarde cambiaron de opinión después de que Sabrina no se desea a sí misma ser rica. También aparecieron en «Stone Broke» cuando perdieron su dinero y tuvieron que Gem mudarse a la casa de Sabrina hasta que su perro golpeó aceite.
- Edward Spellman es el padre perdido de Sabrina, un brujo muy fuerte y hermano pequeño de Zelda e Hilda. Algunos años después de que él y su esposa mortal, Diana, se separaran mutuamente, acabó enamorándose de otra humana llamada Futura, con la que pretendía casarse hasta que una celosa Sabrina intentó separarlos.
- Diana Spellman es la madre humana de Sabrina, arqueóloga que trabaja en una excavación en Egipto. Se la escucha en el episodio «Picture Perfect».

## Producción
Sabrina había aparecido previamente en formato animado en The Archie Show (animado por Filmation), pero la popularidad de la sitcom de acción real Sabrina the Teenage Witch formó parte de la base para esta serie spin-off. La serie fue desarrollada por Savage Steve Holland y Kat Likkel y Holland actuó como showrunner y productor ejecutivo de la serie. Como tal, la serie reflejaba parte del irreverente estilo de humor visto en Eek! El Gato. Los cameos de voz de famosos en esta serie incluyeron a Mr. T, Long John Baldry y «Weird Al» Yankovic. Melissa Joan Hart, que interpretó a Sabrina en la serie de acción real, fue la productora de esta serie, pero su hermana pequeña, Emily Hart (que interpretó al personaje recurrente Amanda en la serie), puso la voz a Sabrina. Melissa, en cambio, puso voz a las dos tías de Sabrina, Hilda y Zelda, interpretadas originalmente en la serie de acción real por Beth Broderick y Caroline Rhea, respectivamente. Nick Bakay repite su papel de Salem en la serie de acción real. El tema musical está interpretado por el grupo irlandés de chicas B*Witched.
La producción de la serie se anunció en noviembre de 1998, cuando Disney encargó 65 episodios para su emisión en el entonces inminente Bloque Disney de UPN, que también se emitiría en ABC. Se anunció que Buena Vista Television de Disney sería la distribuidora, mientras que DIC Entertainment y Viacom Consumer Products gestionarían y compartirían los derechos de merchandising. En enero de 1999, la distribuidora de ventas internacionales de Disney Buena Vista International Television fue confirmada como distribuidora mundial de la serie.

## Difusión

### Estados Unidos
La serie se emitió en sindicación en UPN (en el bloque Disney's One Too de las mañanas entre semana y los domingos) y en ABC (en el bloque Disney's One Saturday Morning) del 6 de septiembre al 19 de noviembre de 1999; permaneció en ambos bloques hasta 2002, cuando la serie se trasladó tanto a Disney Channel (a partir del 9 de septiembre de 2002 hasta el 2 de septiembre de 2004) y Toon Disney (desde el 3 de septiembre de 2002 al 5 de septiembre de 2004). Sabrina: The Animated Series fue uno de los programas de lanzamiento emitidos en la cadena de sindicación DIC Kids Network E/I, seguido de la serie derivada La vida secreta de Sabrina.
En la temporada televisiva 2006-07, la serie regresó como parte de la nueva CBS KOL Secret Slumber Party on CBS y formó parte brevemente de la serie de dibujos animados KEWLopolis. El 19 de septiembre de 2009, la serie regresó a la CBS, esta vez como parte de la programación de dibujos animados Cookie Jar TV de la cadena, hasta 2010, siendo sustituida por La vida secreta de Sabrina. Las retransmisiones se emitieron en This TV a través del bloque «This Is for Kids», del 24 de septiembre de 2012 al 25 de octubre de 2013.
De 2017 a 2020, las retransmisiones de la serie comenzaron a emitirse en el canal Starz, Starz Kids & Family; la serie también está disponible en Starz Play. A partir de 2024, la serie también está disponible en el canal Rainbow Squad de Pluto TV.

### Internacional
En Canadá, la serie se emitió en Teletoon desde finales de 1999 hasta mediados de 2005. La serie también se emitió en muchas cadenas Disney Channel internacionales.
A partir de 2004, muchas cadenas que ya emitían la serie empezaron a emitirla como parte de un paquete con La vida secreta de Sabrina titulado «Totalmente Sabrina». El paquete se prevendió a TF1 en Francia, RTÉ en Irlanda, Mediaset en Italia, ORF en Austria, Alter Channel en Grecia, FORTA en España, SBT en Brasil, Teletoon en Canadá, Super RTL en Alemania, Noga Communications en Israel y Saran en Turquía, además de las cadenas Disney Channel y Toon Disney en el Reino Unido, Asia, Taiwán, Australia, Francia, Latinoamérica, Brasil, Oriente Medio y España. 
La serie también se emitió en la India en Cartoon Network.

## Medios domésticos

### Estados Unidos
En febrero de 2001, DIC anunció la creación de su filial de vídeo doméstico DIC Home Entertainment, y que Sabrina: The Animated Series sería uno de los programas de su catálogo lanzados a través de la división.
| VHS/DVD                                          | Episodios | Distribuidor                                     | Lanzamiento                                                     | Extras                                                               |
| ------------------------------------------------ | --- | ------------------------------------------------ | --------------------------------------------------------------- | -------------------------------------------------------------------- |
| Sabrina's World (DVD)                            | You Said a Mouse-Ful A Tail of Two Kitties Key to my Heart What Becomes of the Broken Hearted? | Lions Gate Home Entertainment Trimark Home Video | 28 de agosto de 2001                                            | Trailers Trivia Game                                                 |
| Sabrina in Love (VHS)                            | Key to my Heart What Becomes of the Broken Hearted? | Lions Gate Home Entertainment Trimark Home Video | 28 de agosto de 2001                                            | Trailers                                                             |
| Salem's World (VHS)                              | You Said a Mouse-Ful A Tail of Two Kitties | Lions Gate Home Entertainment Trimark Home Video | 28 de agosto de 2001                                            | Trailers                                                             |
| Witch in Training                                | Shrink to Fit Strange New World The Importance of Being Norma | Sterling Entertainment NCircle Entertainment     | 25 de mayo de 2004 (Sterling) 6 de marzo de 2007 (NCircle)      | Trailers (DVD only) Bonus episode Anywhere but Here (DVD only)       |
| Bat Attack!                                      | Nothin' Says Lovin' Like Somethin' From a Coven Witchery Science Theatre The Bat Pack | Sterling Entertainment NCircle Entertainment     | 31 de agosto de 2004 (Sterling) 21 de agosto de 2007 (NCircle)  | Trailers (DVD only) Bonus episode Field of Screams (DVD only)        |
| A Witchmas Carol                                 | Witchmas Carole Board and Sorcery Has Anybody Seen my Quigley? | Sterling Entertainment NCircle Entertainment     | 31 de agosto de 2004 (Sterling) 23 de octubre de 2007 (NCircle) | Trailers (DVD only) Bonus episode The Grandparent Trap (DVD only)    |
| The Very Best of Sabrina: The Animated Series    | Disc 1 Witch Switch Nothin' Says Lovin' Like Somethin' From a Coven Wag the Witch Most Dangerous Witch Stage Fright Witchy Grrrls Documagicary Disc 2 This Is Your Nine Lives Stone Broke When In Rome Molar Molar Xabrina, Warrior Witch La Femme Sabrina Wiccan of the Sea | Shout! Factory                                   | 17 de octubre de 2006                                           | Trailers                                                             |
| Sabrina: The Animated Series – A Touch of Magic! | Shrink to Fit Boy Meets Bike When in Rome You Said a Mouse-Ful Boogie Shoes Stone Broke Anywhere But Here Nothin' Says Lovin' Like Somethin' From a Coven I Got Glue Babe Wag the Witch | Mill Creek Entertainment                         | 15 de febrero de 2011                                           | Trailers A Midsummer's Nightmare from Sabrina's Secret Life          |
| Sabrina: The Animated Series – Volume 1          | Disc 1 Shrink to Fit Boy Meets Bike The Importance of Being Norma You Said a Mouse-Ful Boogie Shoes Witch Switch Anywhere But Here Nothin' Says Lovin' Like Somethin' From a Coven I Got Glue Babe Wag the Witch Disc 2 Most Dangerous Witch Picture Perfect Has Anyone Seen My Quigley? Extreme Harvey Stage Fright The Senses-Shattering Adventures of Captain Harvtastic Once Upon a Whine Field Trippin Witchy Grrrls My Stepmother the Babe Documagicary Disc 3 The Grandparent Trap Upside Down Town Paranormal Pi This Is Your Nine Lives No Time To Be A Hero Absence Of Malissa Tail of Two Kitties The Hex Files Planet of the Dogs Witchitis Harvzilla | Mill Creek Entertainment                         | 15 de febrero de 2011                                           | Trailers A Midsummer's Nightmare from Sabrina's Secret Life (Disc 1) |

### Internacional
En Filipinas, Viva Video y Cookie Jar Entertainment lanzaron algunos DVD en el país.
En el Reino Unido, la distribuidora de bajo presupuesto Prism Leisure y Fremantle Home Entertainment lanzaron «Sabrina in Love» y «Salem's World» en DVD, que contenían los mismos 2 episodios que las ediciones VHS de EE. UU. respectivamente, pero incluyendo un episodio adicional. Un DVD exclusivo para el Reino Unido titulado «Witchy Girls» también fue lanzado en el mismo año, también con 3 episodios.